# Lygodactylus arnoulti
Espèce
Statut de conservation UICN

 LC  : Préoccupation mineure
Lygodactylus arnoulti est une espèce de geckos de la famille des Gekkonidae.

## Répartition
Cette espèce est endémique du centre de Madagascar.

## Étymologie
Cette espèce est nommée en l'honneur de Jacques Arnoult (1914-1995).

## Publication originale
- Pasteur, 1965 "1964" : Notes préliminaires sur les lygodactyles (gekkonidés). IV. Diagnoses de quelques formes africaines et malgaches. Bulletin du Muséum National d'Histoire Naturelle, Paris, vol. 36, p. 311-314.